# OCLC PICA

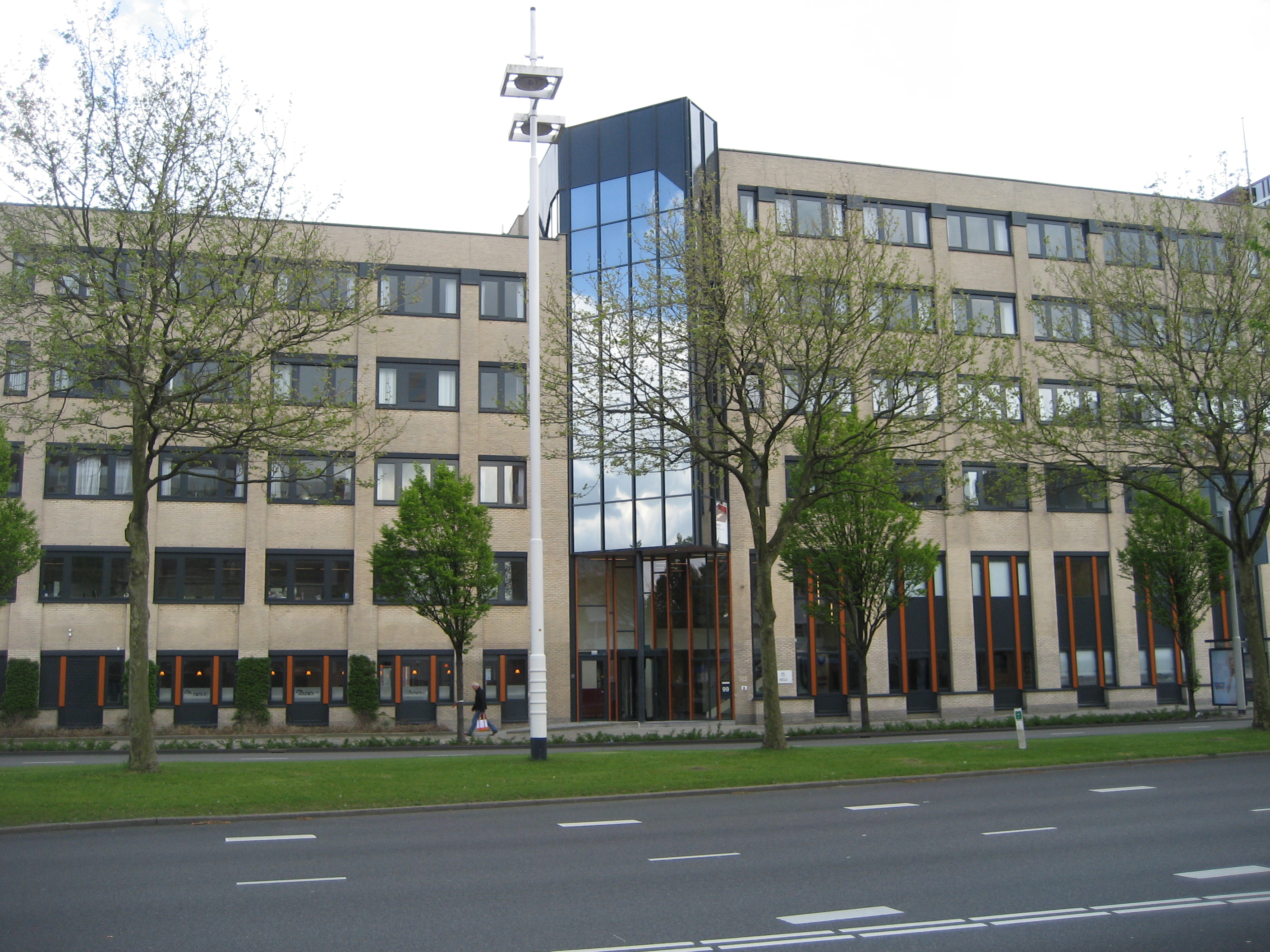
OCLC EMEA, Leiden

OCLC PICA war ein europäischer Anbieter von Bibliothekssoftware und -dienstleistungen mit Sitz in Leiden, der aus einer Kooperation der holländischen Pica-Stiftung und dem US-amerikanischen Online Computer Library Center (OCLC) hervorgegangen ist. Das Akronym PICA steht dabei für Project of Integrated Catalogue Automation. 2007 wurde OCLC PICA vollständig von dem Online Computer Library Center übernommen. Seitdem werden die Geschäfte unter der Bezeichnung OCLC EMEA Regional Council (EMEARC) geführt, wobei die englische Abkürzung „EMEA“ für „Europe, the Middle East and Africa“ steht.

## Geschichte
Die Pica Foundation wurde 1969 als Initiative der Universitätsbibliothek Leiden, der Königlichen Bibliothek der Niederlande und anderer  Universitätsbibliotheken ins Leben gerufen, um die gemeinsame Katalogisierung und Automatisierung voranzutreiben. 1986 bekam Pica als Stiftungszentrum für Bibliotheksautomatisierung einen eigenen rechtlichen Status, der 1997 in eine Stiftung umgewandelt wurde. Im Dezember wurde zusammen mit OCLC die Pica B.V. (in etwa vergleichbar einer deutschen GmbH) gegründet, aus der schließlich im Januar 2002 durch einen Zusammenschluss mit der für Europa, den Mittleren Osten und Afrika zuständigen Abteilung von OCLC die Organisation OCLC PICA entstand. 2005 besaß OCLC mit 60 % die Mehrheit der Gesellschaftsanteile an OCLC PICA, während die Pica-Stiftung 40 % hielt. Die Pica-Stiftung wurde wiederum von der NBLC-Vereinigung und der SURF-Stiftung getragen. 2005 übernahm OCLC PICA mit der ehemaligen Siemens-Tochter Sisis Informationssysteme GmbH (Deutschland)  und der Fretwell-Downing Informatics Group (Großbritannien) weitere Dienstleister und Softwarehersteller aus dem Bibliothekswesen. Mitte 2007 erwarb OCLC die restlichen Geschäftsanteile an OCLC PICA und ist somit nun alleiniger Anteilseigner der Organisation. Zum Ende des Jahres 2007 wurden alle OCLC PICA Niederlassungen in OCLC umbenannt. 2011 wurde die Firma BOND übernommen.
Durch die Übernahmen des Jahres 2005 hatte sich das Produktspektrum von OCLC PICA erheblich erweitert. Es umfasst neben dem klassischen Lokalsystem (LBS) und Verbundsystem (CBS) auch Software und Lösungen in den Bereichen Fernleihe, Portale und Linkresolver. OCLC PICA ist zudem für den Vertrieb der OCLC Services und Produkte (WorldCat, CONTENdm, Netlibrary) unter anderem im europäischen Raum zuständig.
Im deutschsprachigen Raum war OCLC PICA vor allem durch die Pica-Software für zentrale und lokale Bibliotheksdatenbanken bekannt (unter anderem als OPAC). In Deutschland wird die Software von der Deutschen Nationalbibliothek und den Bibliotheksverbünden GBV, hebis und SWB eingesetzt. Weitere Partner sind die National Library of Australia, das Fernleihsystem V3 in Großbritannien, der französische Gesamtkatalog SUDOC und der Niederländische Verbundkatalog, der gleichzeitig bei OCLC PICA betrieben wird. Das in der Pica-Software standardmäßig verwendete Datenformat ist intern Pica+ beziehungsweise dessen Repräsentation Pica3 zur Katalogisierung. Jeder Datensatz, der in einem der angegebenen Bibliotheksverbünde katalogisiert wird, trägt eine neun- bzw. zehnstellige PICA-Produktionsnummer (kurz: PPN) und ist durch sie eindeutig identifizierbar.
OCLC EMEA beschäftigt mehr als 250 Personen in Deutschland, der Schweiz, Großbritannien, den Niederlanden und Frankreich, von denen etwa 170 in der Entwicklung und dem Support angestellt sind.
Hauptkonkurrent von OCLC EMEA ist die Ex Libris Group, die unter anderem mit Aleph und MetaLib vergleichbare Produkte anbietet.